# Literatura fenício-púnica

Viatge d'Hannó el Navegant; la traducció del seu periple és un dels pocs relats fenicis que s'han conservat

La literatura feniciopúnica és aquella escrita en llengua fenícia, la llengua de les antigues civilitzacions de Fenícia i Cartago. Les proves més antigues semblen datar aproximadament del segle xiv aC, mentre que les últimes de no més enllà del segle IV dC. Està envoltada d'una aura de misteri pels pocs vestigis que se n'han conservat: tot el que en resta és una sèrie d'inscripcions, poques de les quals tenen un caràcter netament literari (només alguna narració històrica, poemes, etc.). La majoria procedeix de monedes, fragments i alguna traducció al grec i al llatí. No obstant això, és un fet provat que tant a Fenícia com a Cartago hi va haver biblioteques i que els fenicis tingueren una rica producció literària hereva del passat cananeu, de la qual obres com ara les redactades per Filó Herenni Bibli o Menandre d'Efes en són una part ínfima.

## Història i fonts

Principals rutes comercials fenícies, que unien les metròpolis amb les colònies

L'historiador jueu Flavi Josep fa referència als anuaris fenicis o tiris que suposadament va consultar per redactar les seues obres històriques. També Heròdot parla sobre l'existència d'uns llibres de Biblos i d'una Història de Tir conservada al temple d'Hèracles-Melqart de Tir. A més, és possible trobar restes de la influència exercida per alguns escrits d'Ugarit sobre un cert nombre de llibres bíblics, tals com el Gènesi o el Llibre de Rut, en què es troben vestigis de composicions poètiques de temàtica religiosa, així com d'altres d'índole política amb un marcat perfil propagandístic o de natura filosòfica. Ruf Fest Aviè al·ludeix, així mateix, a uns vells anuaris púnics dels quals hauria extret els seus informes sobre el periple d'Himilcó. De fet, les fonts grecoromanes parlen d'uns llibres púnics salvats in extremis del saqueig i incendi al qual fou sotmesa Cartago per les legions d'Escipió l'Africà la primavera de l'any 146 aC. Plini indica en la seva Història natural que, després de la caiguda de Cartago, moltes d'aquestes passaren als governants númides i que el Senat romà en va ordenar la traducció al llatí d'alguna, en concret l'obra agrícola de Magó, i creà una comissió dirigida per Dècim Juni Pisó.

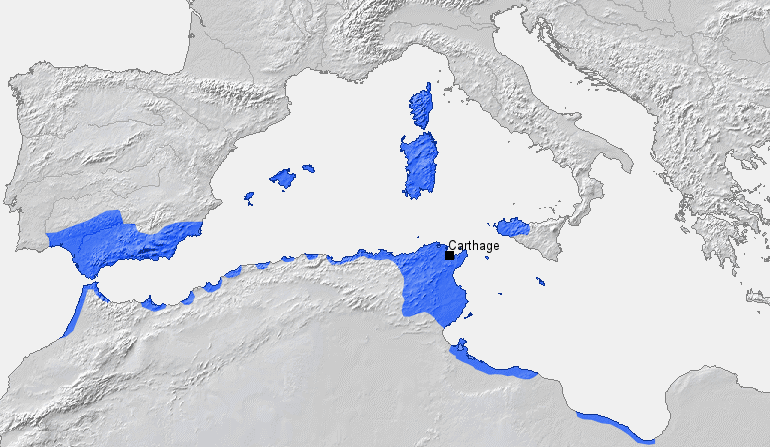
Extensió del territori cartaginés abans de la Primera Guerra púnica

Agustí d'Hipona, que va viure entre els segles iii i iv dC, considerava el púnic com una de les principals llengües «sapiencials», juntament amb l'hebreu, el cananeu, el llatí i el grec. Sobre la literatura en púnic va comentar en una de les seues cartes: quae lingua si improbatur abs te, nega Punicis Libris, ut a viris doctissimus proditur, multa sapienter esse mandata memoriae («si rebutges esta llengua, estàs negant allò que han admés molts erudits: són moltes les coses que han sigut sàviament preservades de l'oblit gràcies als llibres escrits en púnic»). Per a Agustí, esta literatura no era només antiga, sinó també coetània. Parla d'abecedària i salms compostos en púnic i que, de fet, tant donatistes com catòlics neopúnics escrivien llibrets en púnic que reunien testimonis de les sagrades escriptures. S'ha arribat a pensar que una part important de la Bíblia arribà a traduir-se al neopúnic.

## Temàtiques

### Tractats d'agricultura
És un dels camps sobre el que es tenen més dades, ja que se sap que, una vegada acabada la Tercera Guerra púnica, el Senat de Roma va decidir traduir al llatí un tractat d'agronomia de caràcter enciclopèdic escrit per Magó, que va ser considerat per Columela com el pare de l'agronomia. Aquest tractat estava compost per 28 llibres, dels quals se n'han conservat 66 fragments. El seu contingut comprèn aspectes de viticultura, topografia, medicina, veterinària, apicultura i arbres fruiters, a més d'indicacions en què defensa que les propietats no haurien de ser massa extenses i que el propietari no hauria d'absentar-se del lloc. De tota manera, Magó no degué ser l'únic tractadista cartaginés que incidí en aquest tema, ja que Columela indica expressament que existien diversos escriptors que se centraren en aquesta qüestió, per molt que, a excepció d'un tal Amílcar, no fa cap matisació sobre quins podien ser ni sobre la profunditat dels seus treballs.

### Escrits filosòfics
Encara que amb prou feines se'n té constància, sembla probable que s'escrigueren textos de tema filosòfic, ja que se sap que tant a Cartago com a Gadir hi hagué escoles platòniques i pitagòriques, corrents que semblen haver gaudit d'una ampla acceptació en l'àmbit colonial fenici. Només es coneixen els escrits de Moderat, de l'escola gaditana, que escrivia en grec. A Sancuniató, se li atribueix un tractat sobre filosofia del qual no en queda més constància que la simple menció.

### Escrits religiosos
Els fragments que s'han conservat de l'obra de Sancuniató formen el text religiós més extens conegut sobre la mitologia fenícia: una mena de Teogonia que inclou passatges de cosmogonia, històries heroiques, vides dels déus i ús de rituals amb serps. Existeix, a més, una al·lusió de Plutarc a una sèrie de pergamins de contingut sagrat que van ser rescatats de Cartago i amagats sota terra, encara que la veracitat d'aquesta informació no ha pogut ser confirmada. D'altra banda, se sap que la literatura religiosa fenícia va influir profundament el relat bíblic de Job.

### Tractats d'història
Polibi, en les seues Històries, parla clarament d'historiadors cartaginesos, i Sal·lusti afirma haver-se documentat amb els llibres púnics del rei númida Hiempsal. L'obra històrica de Sancuniató, considerada la més extensa produïda en fenici, es va traduir al grec durant el segle ii aC, encara que només se n'ha conservat un llarg fragment que tracta principalment de temes religiosos. De tota manera, s'ha dubtat moltes vegades de l'autenticitat dels textos atribuïts a Sancuniató, sense que s'haja arribat a un consens clar. En la literatura grega, es troben fins després del segle iii aC abundants referències a una Cosmogonia escrita per Moc de Sidó en el segle xiv aC. S'ha assenyalat també la probable existència de biografies sobre Hanníbal; segons Polibi i Tit Livi, aquest va fer gravar en fenici i grec les seues gestes l'any 205 aC al temple d'Hera de Lacini, i és molt probable que es limitara a continuar una antiga tradició en funció de la qual els generals cartaginesos solien escriure les seues gestes, fent donació d'aquestes a un santuari per tal que les preservara. Un altre exemple d'aquest tipus de literatura és una inscripció sobre la presa d'Agrigent l'any 406 aC, de la qual es conserva un menut fragment d'un text que degué ser major:
| 𐤅𐤉𐤋𐤊 𐤓𐤁𐤌 𐤀𐤃𐤍𐤁𐤏𐤋 𐤁𐤍 𐤂𐤓𐤎𐤊𐤍 𐤄𐤓𐤁 𐤅𐤇𐤌𐤋𐤊𐤕 𐤁𐤍 𐤇𐤍𐤀 𐤄𐤓𐤁 𐤏𐤋𐤔 𐤅𐤕𐤌𐤊 𐤄𐤌𐤕𐤀𐤉𐤕 𐤀𐤂𐤓𐤂𐤍𐤕 𐤅𐤔𐤕 𐤄(𐤌)𐤕 𐤔𐤋𐤌 𐤃𐤋 𐤁𐤏𐤋 𐤍𐤅𐤎                                                                                               |
| wylk rbm ʾdnbʿl bn grskn hrb wḥmlkt bn ḥnʾ hrb ʿlš wtmk hmt ʾytʾgrgnt wšt h[m]t šlm dl bʿl nws                                                                                               |
| El general Idnibal, fill de Gisc el Gran, i Himilcó, fill d'Hannó el Gran, partiren a l'alba i prengueren Agrigent; i ells [els agrigentins] es rendiren, inclosos aquells que havien fugit. |

### Poesia

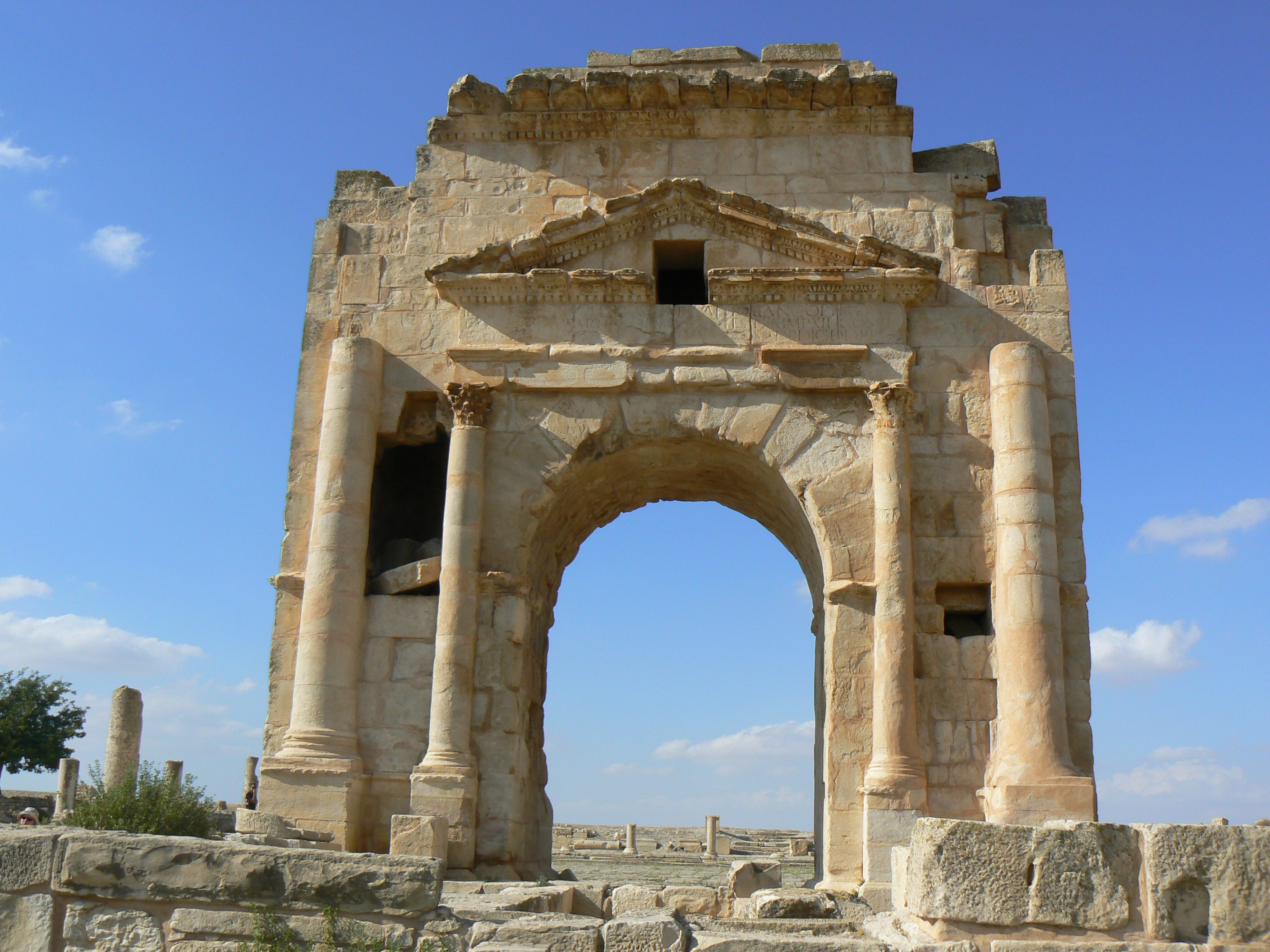
Restes de l'arc construït per Trajà a Mactar (Tunísia)

S'han trobat fragments de poemes fenicis que indiquen que, entre altres gèneres, es cultivava la prosa rimada retòrica i la narració poètica de ritme iàmbic.
| «                                               | Badnim garasth is on, mysyrthim, bal serm ra; sab siben Mycne, is ab syth sath syby; in aab sa[l]e(m) lo sal: «un ath ab[dach]a!» | D'Adnim traguí el company malvat, dels Sirthis, a ell, de mala fama; (quan) el nostre exèrcit rodejà Micne, llavors fiu d'aquest enemic [el meu] captiu; L'enemic demanà pietat per a si: «Perdona el teu esclau!» | » |
| — Iulius Nasif (Adnim), al voltant del 350 dC). | | |   |

| 𐤋𐤀𐤋𐤀𐤌 𐤄𐤒𐤉𐤃𐤔 𐤋𐤔𐤀𐤕 𐤀𐤇𐤕 𐤔𐤌𐤌 𐤁𐤎𐤅𐤁 𐤌𐤋𐤊 𐤇𐤈𐤓 𐤌𐤉𐤎𐤊𐤓 𐤓𐤆𐤍 𐤉𐤌𐤌 𐤁𐤏𐤋 𐤇𐤓𐤃𐤕 𐤏𐤋 𐤂𐤁𐤓𐤕𐤌                                                     | lilīm iqqiddīs laset ot semim Biswb mūlek Ḥṭr, Meskar rūzen yammīm Bal aradot al gubūratim |
| Exalta el nom del déu sagrat! Ḥṭr, rei del territori; Mescar, governant dels mars, que inspira por a causa del seu poder. |                                                                                            |

### Llengua i gramàtica
No se sap pràcticament res sobre el coneixement gramatical dels mateixos fenicis. Un manuscrit llatí, el Berne codex 123 indica que el fenici tenia 12 parts de l'oració, les huit tradicionals (substantiu, pronom, verb, adjectiu, adverbi, preposició, conjunció i interjecció) més l'article, el «mode impersonal», l'infinitiu i el «gerundi». D'altra banda, Eusebi de Cesarea atribueix a Sancuniató l'autoria d'un tractat titulat Sobre l'alfabet fenici.

### Tractats de navegació i geogràfics
Malgrat la fama de navegants i exploradors dels fenicis, els dos únics escrits que han arribat fins a l'actualitat són els relats d'Hannó i Himilcó. El relat original d'Hannó no sembla anterior al segle ii aC, i fins i tot s'ha arribat a plantejar si no va ser escrit en destruir-se Cartago. És interessant constatar que la historiografia grega i llatina pareix desconèixer per complet aquest viatge abans de la caiguda de la capital púnica. El periple d'Himilcó només es coneix per alguns comentaris que fa Aviè i que, segons ell, procedirien d'antics anuaris púnics als quals hauria accedit. S'ha plantejat també que el rei Juba II va basar els seus coneixements geogràfics sobre les fonts del Nil en llibres púnics que conservava a la seua cort, com recull Amià Marcel·lí. Aquestes fonts indicaven que l'origen d'aquest riu es trobava en una muntanya de la Mauritània. Succeeix una cosa pareguda amb les navegacions que aquest monarca hauria portat a terme suposadament en l'arxipèlag canari, expedició que hauria recollit Plini: encara que per la forma en què el text plinià descriu les illes queda clar que va existir un viatge real fins a aquestes aigües, en l'actualitat es discuteix si aquesta expedició atlàntica la va portar a terme Juba II o si, en realitat, aquest monarca es va limitar a recollir una sèrie de dades que trobà als llibres cartaginesos que havia heretat dels seus avantpassats. D'altra banda, Marí de Tir, que va viure en el segle i, va ser considerat ja en la seua època com el primer geògraf digne de rebre l'apel·latiu de científic. Malgrat la desaparició de la seua obra original, Claudi Ptolemeu la va utilitzar àmpliament per a la redacció de la Geographia.

### Tractats internacionals i legislatius
No hi ha notícies al respecte, però se sap que els tractats internacionals que Roma va signar amb Cartago es conservaven al Capitoli en planxes de bronze i se suposa que els púnics els conservaren igualment. Se sap que el tractat realitzat l'any 215 aC entre Hanníbal i Filip V de Macedònia es va redactar en grec i púnic, i s'hi feia al·lusió a distintes divinitats cartagineses de tal manera que recorda el tractat subscrit molts segles abans entre Assarhaddon i el rei de Tir, cosa que ha sigut interpretada com un signe de conservadorisme estatal que només es pot explicar per la conservació al llarg dels segles d'aquests documents.

## Literatura traduïda

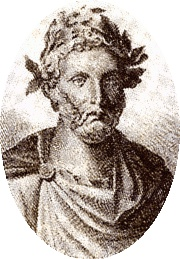
Plaute, comediògraf romà que va incloure textos en púnic en una de les seues obres, el Poenulus

Molts autors clàssics i, fins i tot, alguns de contemporanis han defensat la idea que en l'antiguitat només els romans havien desenvolupat prou la seua cultura per a comprendre i traduir les obres gregues. Paradoxalment, és precisament en l'obra Poenulus del comediògraf Plaute un dels pocs llocs on queda constància de traduccions d'obres gregues al púnic. Amb l'apogeu de Cartago en el segle v aC, el fenici va esdevenir una llengua de prestigi en la Mediterrània, competint amb el llatí i el grec, cosa que va propiciar aquesta labor traductora. A continuació, se citen dos fragments del Poenulus ('El cartaginès'), traducció de l'obra grega ὁ Καρχηδόνιος (ho Karkhēdónios, 'El cartaginès'), possiblement del poeta Alexis de Thuris (ca. 375-275 aC) i en les quals Plaute va incloure fragments de la traducció d'aquesta mateixa obra al púnic, així com d'altres traduccions de què va tindre coneixement, per tal tant de divertir l'audiència amb el so estrany de la llengua com també perquè servira de base per a jocs de paraules i errors de traducció:
| «                                                                               | Acharistocles: Mu? Milphio: Ponnim sycartim Acharistocles: Bal umer! Iadata? | Acaristocles: Què? Milfió: Recordes el púnic? Acaristocles: Ni una paraula! En saps tu? | » |
| — Traducció púnica del Karkhedonios (d'Alexis?), inclosa al Poenulus de Plaute. |                                                                              |                                                                                         |   |

| «                                                                             | Megadorus: Neste ien. Neste dum et Euclio: Al. Anec este mem | Megador: Beguem vi; beguem la sang de la vinya. Euclió: No, jo beuré aigua! | » |
| — Traducció púnica de l'Aulularia de Menandre, inclosa al Poenulus de Plaute. |                                                              |                                                                             |   |